# Route nationale 159bis
La route nationale 159BIS ou RN 159BIS était une route nationale française reliant Durtal à Craon.
À la suite de la réforme de 1972, elle a été déclassée en RD 859 en Maine-et-Loire et en RD 22 dans la Mayenne.

## Ancien tracé de Durtal à Craon
- Durtal (km 0)
- Daumeray (km 8)
- Châteauneuf-sur-Sarthe (km 18)
- Cherré (km 25)
- Daon (km 33)
- Coudray (km 37)
- Château-Gontier (km 44)
- Laigné (km 53)
- Craon (km 63)